# Daniel Delafarge
Daniel Delafarge, né le 9 septembre 1877 à Tonnay-Charente et mort le 30 août 1949 à Lyon, est un homme de lettres français.

## Biographie
Normalien de la promotion de 1897, reçu deuxième de l'agrégation de lettres (1901), il devient enseignant de lettres à Saint-Étienne, au lycée Ampère puis au lycée du Parc à Lyon où il restera jusqu’en 1927.
Docteur es-lettres (1927), professeur de lettres de la khâgne et de l'hypokhâgne lyonnaise (1927-1938), ami de Charles Péguy, il écrivit des articles littéraires dans les Cahiers de la Quinzaine.
En 1906, il découvre une lettre de Diderot à Grimm du 8 septembre 1770. Premier éditeur critique des Lettres galantes (1961) de Fontenelle, il est aussi connu pour avoir présidé la soutenance de thèse de Jean Prévost en novembre 1942 à la faculté des lettres de Lyon.

## Œuvres
- M. Brunetière historien, Cahiers de la quinzaine, 1901
- L'affaire de l'abbé Morellet en 1760, Hachette, 1912[5]
- La Vie et l’œuvre de Palissot, Hachette, 1912
- Le centenaire de Taine, discours, Revue de l'Université, 1928
- Les Caractères de La Bruyère, précédés des Caractères de Théophraste, préface et notes établies par Daniel Delafarge, Jacoub et Cie : l'édition d'art, Piazza, 1928
- Notes sur Musset Les nuits et Pierre Loti Pêcheur d'Islande, Delalain, 1930
- Madame de La Fayette : La princesse de Clèves, Delalain, 1932
- Remarques sur les fables de Desmay et celles de la Fontaine, Boivin, 1940

## Hommage
L'ouvrage de Raoul Blanchard, Ma jeunesse sous l'aile de Péguy, publié chez Fayard en 1961, lui est dédié.